# Dolmen von Rigoule

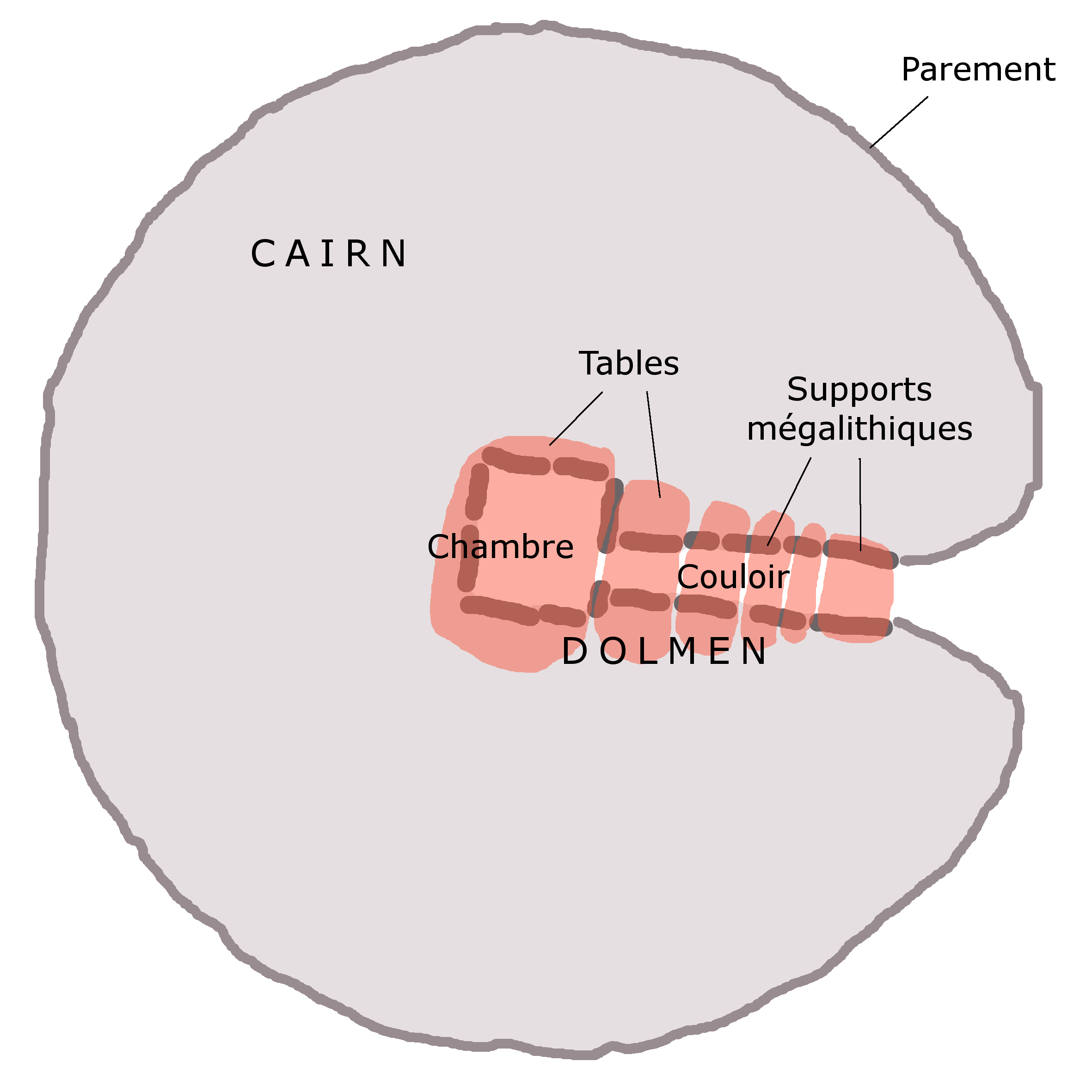
Idealtypischer „Dolmen mit Gang“ hier im Tumulus

Der Dolmen von Rigoule liegt, großräumig umgeben von einer Anzahl Menhire, beim Weiler Lavagnes, nördlich von Saint-Guilhem-le-Désert, bei Lodève im Département Hérault in Frankreich. Dolmen ist in Frankreich der Oberbegriff für neolithische Megalithanlagen aller Art (siehe: Französische Nomenklatur).
Der Dolmen von Rigoule ist einer der am besten erhaltenen „Dolmen à couloir“ (Gangdolmen) in der Region. Der von einer etwa 3,3 m langen und 1,7 m breiten Deckenplatte bedeckte kleine Dolmen, liegt in den Resten seines Cairns, in dem der Eingangskanal gut sichtbar aber ohne Steine, erhalten ist.
Etwa 150 m entfernt steht der Menhir du Lacam des Lavagnes. In der Nähe befindet sich der Menhir Mare-des-Lavagnes.